# Metakunst
Metakunst ist eine Sonderform der „Kunst über Kunst“, also Kunst, die sich auf andere Kunst bezieht. Christoph Zuschlag definiert Metakunst als „Kunst über Kunst im doppelten Sinne: zum einen Kunst, die sich explizit auf ein bestimmtes Werk, einen Topos oder das institutionelle Umfeld der Kunstgeschichte bezieht und die zum anderen auf einer Metaebene, in einem bildnerischen Diskurs, Kunst thematisiert, sich also selbst reflektiert.“ Der Unterschied zu anderen und älteren Bezugnahmen besteht nach Zuschlag einerseits in einer Erweiterung des Referenzfeldes um die Kategorien Topos und institutionelles Umfeld der Kunstgeschichte, andererseits in der auf grundsätzliche Fragen der Kunst zielenden Selbstreflexion. Metakunst gibt es seit etwa 1960, zugleich ist sie ein Charakteristikum der zeitgenössischen Kunst. Eine Vorform und Voraussetzung der Metakunst ist im historischen und phänomenologischen Sinn die Metamalerei im Sinne Victor I. Stoichitas. Stoichita untersucht in seiner 1993 publizierten Studie „L’instauration du tableau : métapeinture à l’aube des Temps modernes“, die 1998 unter dem Titel Das selbstbewußte Bild. Vom Ursprung der Metamalerei auf Deutsch erschien, den Status des Gemäldes in Westeuropa zwischen 1522 und 1675. Erst nachdem das gemalte Bild aus seinen kultisch-religiösen Funktionen entlassen war, konnte die Malerei, so die These Stoichitas, ein Selbstverständnis und ein Selbstbewusstsein als Malerei entwickeln, ein Prozess, an dessen Ende das neuzeitliche Tableau steht. Metamalerei meint hier Malerei über Malerei, also eine Malerei, die sich selbst thematisiert, die selbstreferentiell ist.